# Galeodes bocharicus
Galeodes bocharicus är en spindeldjursart som beskrevs av Roewer 1934. Galeodes bocharicus ingår i släktet Galeodes och familjen Galeodidae. Inga underarter finns listade i Catalogue of Life.